# Награда Греми за најбољи албум алтернативне музике
Награда Греми за најбољи албум алтернативне музике (енгл. Grammy Award for Best Alternative Music Album) је категорија награде Греми која се додељује музичким извођачима за најбољи албум алтернативне музике. Награда Греми се додељује почев од 1958. године када је носила назив Gramophone Awards. Награду сваке године додељује Национална академија снимљених уметности и наука (енгл. National Academy of Recording Arts and Sciences, NARAS) за свеобухватни уметнички успех и техничку стручност албума, не рачунајући његов успех на топ-листама и број продатих примерака.
Доста се полемисало о томе шта значи када је музика алтернативна, а награда је 1991. године приказана са циљем да „промовише актуелне рок албуме популарне на радио станицама”. За доделу награде 2019. године, организација је дефинисала алтернативну музику као „жанр музике који обухвата атрибуте прогресије и иновације у музици и ставовима везаним за њу” и да је „по интензитету ближа поп музици него рок музици”.
Награда је носила име Најбоља изведба алтернативне музике (енгл. Best Alternative Music Performance) 1991. године и у периоду од 1994. до 1999. године. Почев од 2001. године, заједно са добитником награде одликовања добијају и музички продуценти и инжењери звука који су радили са извођачем на награђеном албуму.
Закључно са 2025. годином, Бек, Сент Винсент, Radiohead и The White Stripes су по три пута освајали ову награду, по чему су рекордери. Бјерк је била номинована рекордних девет пута, а група Coldplay је једина освојила награду два пута узастопно. Што се националности тиче, највише награда отишло је у руке извођачима из Сједињених Америчких Држава.

## Добитници и номиновани
| Година | Извођач(и)        | Албум                            | Номиновани | Реф.          |
| ------ | ----------------- | -------------------------------- | --- | ------------- |
| 1991.  | Шинејд О’Конор    | I Do Not Want What I Haven't Got | - Лори Андерсон — Strange Angels - Кејт Буш — The Sensual World - The Replacements — All Shook Down - World Party — Goodbye Jumbo                                                                   | [ 5 ]         |
| 1992.  | R.E.M.            | Out of Time                      | - Елвис Костело — Mighty Like a Rose - Ричард Томпсон — Rumor and Sigh - Jesus Jones — Doubt - Nirvana — Nevermind                                                                                  | [ 7 ]         |
| 1993.  | Том Вејтс         | Bone Machine                     | - Мориси — Your Arsenal - The B-52s — Good Stuff - The Cure — Wish - XTC — Nonsuch | [ 8 ]         |
| 1994.  | U2                | Zooropa                          | - Belly — Star - Nirvana — In Utero - R.E.M. — Automatic for the People - The Smashing Pumpkins — Siamese Dream                                                                                     | [ 9 ]         |
| 1995.  | Green Day         | Dookie                           | - Тори Ејмос — Under the Pink - Сара Маклохлан — Fumbling Towards Ecstasy - Crash Test Dummies — God Shuffled His Feet - Nine Inch Nails — The Downward Spiral                                      | [ 10 ] [ 11 ] |
| 1996.  | Nirvana           | MTV Unplugged in New York        | - Бјерк — Post - Пи-Џеј Харви — To Bring You My Love - Foo Fighters — Foo Fighters - The Presidents of the United States of America — The Presidents of the United States of America                | [ 12 ]        |
| 1997.  | Бек               | Odelay                           | - Трејси Бонам — The Burdens of Being Upright - Тори Ејмос — Boys for Pele - R.E.M. — New Adventures in Hi-Fi - The Smashing Pumpkins — Mellon Collie and the Infinite Sadness                      | [ 13 ] [ 14 ] |
| 1998.  | Radiohead         | OK Computer                      | - Бјерк — Homogenic - Дејвид Боуи — Earthling - The Chemical Brothers — Dig Your Own Hole - The Prodigy — The Fat of the Land                                                                       | [ 15 ]        |
| 1999.  | Beastie Boys      | Hello Nasty                      | - Тори Ејмос — From the Choirgirl Hotel - Пи-Џеј Харви — Is This Desire? - Radiohead — Airbag/How Am I Driving? - The Smashing Pumpkins — Adore                                                     | [ 16 ]        |
| 2000.  | Бек               | Mutations                        | - Тори Ејмос — To Venus and Back - Моби — Play - Фетбој Слим — You've Come a Long Way, Baby - Nine Inch Nails — The Fragile                                                                         | [ 17 ] [ 18 ] |
| 2001.  | Radiohead         | Kid A                            | - Бек — Midnite Vultures - Фиона Епл — When the Pawn… - Пол Макартни — Liverpool Sound Collage - The Cure — Bloodflowers                                                                            | [ 19 ]        |
| 2002.  | Coldplay          | Parachutes                       | - Бјерк — Vespertine - Тори Ејмос — Strange Little Girls - Фетбој Слим — Halfway Between the Gutter and the Stars - Radiohead — Amnesiac                                                            | [ 20 ]        |
| 2003.  | Coldplay          | A Rush of Blood to the Head      | - Бек — Sea Change - Clinic — Walking with Thee - Elvis Costello and the Imposters — Cruel Smile - The Soundtrack of Our Lives — Behind the Music                                                   | [ 21 ]        |
| 2004.  | The White Stripes | Elephant                         | - Radiohead — Hail to the Thief - Sigur Rós — ( ) - The Flaming Lips — Fight Test - Yeah Yeah Yeahs — Fever to Tell                                                                                 | [ 22 ]        |
| 2005.  | Wilco             | A Ghost Is Born                  | - Бјерк — Medúlla - Пи-Џеј Харви — Uh Huh Her - Franz Ferdinand — Franz Ferdinand - Modest Mouse — Good News for People Who Love Bad News                                                           | [ 23 ]        |
| 2006.  | The White Stripes | Get Behind Me Satan              | - Бек — Guero - Arcade Fire — Funeral - Death Cab for Cutie — Plans - Franz Ferdinand — You Could Have It So Much Better                                                                            | [ 24 ]        |
| 2007.  | Gnarls Barkley    | St. Elsewhere                    | - Том Јорк — The Eraser - Arctic Monkeys — Whatever People Say I Am, That's What I'm Not - The Flaming Lips — At War with the Mystics - Yeah Yeah Yeahs — Show Your Bones                           | [ 25 ]        |
| 2008.  | The White Stripes | Icky Thump                       | - Бјерк — Volta - Лили Ален — Alright, Still - Arcade Fire — Neon Bible - The Shins — Wincing the Night Away                                                                                        | [ 26 ]        |
| 2009.  | Radiohead         | In Rainbows                      | - Бек — Modern Guilt - Death Cab for Cutie — Narrow Stairs - Gnarls Barkley — The Odd Couple - My Morning Jacket — Evil Urges                                                                       | [ 27 ]        |
| 2010.  | Phoenix           | Wolfgang Amadeus Phoenix         | - Дејвид Берн и Брајан Ино — Everything That Happens Will Happen Today - Death Cab for Cutie — The Open Door EP - Depeche Mode — Sounds of the Universe - Yeah Yeah Yeahs — It's Blitz!             | [ 28 ]        |
| 2011.  | The Black Keys    | Brothers                         | - Arcade Fire — The Suburbs - Band of Horses — Infinite Arms - Broken Bells — Broken Bells - Vampire Weekend — Contra                                                                               | [ 29 ]        |
| 2012.  | Bon Iver          | Bon Iver                         | - Death Cab for Cutie — Codes and Keys - Foster the People — Torches - My Morning Jacket — Circuital - Radiohead — The King of Limbs                                                                | [ 30 ]        |
| 2013.  | Готје             | Making Mirrors                   | - Бјерк — Biophilia - Том Вејтс — Bad as Me - Фиона Епл — The Idler Wheel... - M83 — Hurry Up, We're Dreaming                                                                                       | [ 31 ]        |
| 2014.  | Vampire Weekend   | Modern Vampires of the City      | - Нико Кејс — The Worse Things Get, the Harder I Fight, the Harder I Fight, the More I Love You - Nine Inch Nails — Hesitation Marks - Tame Impala — Lonerism - The National — Trouble Will Find Me | [ 32 ]        |
| 2015.  | Сент Винсент      | St. Vincent                      | - Џек Вајт — Lazaretto - Alt-J — This Is All Yours - Arcade Fire — Reflektor - Cage the Elephant — Melophobia                                                                                       | [ 33 ]        |
| 2016.  | Alabama Shakes    | Sound & Color                    | - Бјерк — Vulnicura - My Morning Jacket — The Waterfall - Tame Impala — Currents - Wilco — Star Wars                                                                                                | [ 34 ]        |
| 2017.  | Дејвид Боуи       | Blackstar                        | - Иги Поп — Post Pop Depression - Пи-Џеј Харви — The Hope Six Demolition Project - Bon Iver — 22, A Million - Radiohead — A Moon Shaped Pool                                                        | [ 35 ]        |
| 2018.  | The National      | Sleep Well Beast                 | - Фадер Џон Мисти — Pure Comedy - Arcade Fire — Everything Now - Gorillaz — Humanz - LCD Soundsystem — American Dream                                                                               | [ 36 ]        |
| 2019.  | Бек               | Colors                           | - Дејвид Берн — American Utopia - Бјерк — Utopia - Сент Винсент — Masseduction - Arctic Monkeys — Tranquility Base Hotel & Casino                                                                   | [ 37 ]        |
| 2020.  | Vampire Weekend   | Father of the Bride              | - Џејмс Блејк — Assume Form - Том Јорк — Anima - Big Thief — U.F.O.F. - Bon Iver — I, I | [ 38 ]        |
| 2021.  | Фиона Епл         | Fetch the Bolt Cutters           | - Бек — Hyperspace - Фиби Бриџерс — Punisher - Британи Хауард — Jaime - Tame Impala — The Slow Rush                                                                                                 | [ 39 ] [ 40 ] |
| 2022.  | Сент Винсент      | Daddy's Home                     | - Арло Паркс — Collapsed in Sunbeams - Холси — If I Can't Have Love, I Want Power - Fleet Foxes — Shore - Japanese Breakfast — Jubilee                                                              | [ 41 ] [ 42 ] |
| 2023.  | Wet Leg           | Wet Leg                          | - Бјерк — Fossora - Arcade Fire — We - Big Thief — Dragon New Warm Mountain I Believe in You - Yeah Yeah Yeahs — Cool It Down                                                                       | [ 43 ] [ 44 ] |
| 2024.  | Boygenius         | The Record                       | - Лана дел Реј — Did You Know That There's a Tunnel Under Ocean Blvd - Пи-Џеј Харви — I Inside the Old Year Dying - Arctic Monkeys — The Car - Gorillaz — Cracker Island                            | [ 45 ] [ 46 ] |
| 2025.  | Сент Винсент      | All Born Screaming               | - Ким Гордон — The Collective - Клеро — Charm - Британи Хауард — What Now - Nick Cave and the Bad Seeds — Wild God                                                                                  | [ 47 ] [ 48 ] |

## Рекорди

### Вишеструки добитници
| Извођач           | Бр. нагр. |
| ----------------- | --------- |
| Бек               | 3         |
| Сент Винсент      | 3         |
| Radiohead         | 3         |
| The White Stripes | 3         |
| Coldplay          | 2         |
| Vampire Weekend   | 2         |

### Вишеструке номинације
| Извођач               | Бр. ном. |
| --------------------- | -------- |
| Бјерк                 | 9        |
| Бек                   | 8        |
| Radiohead             | 8        |
| Arcade Fire           | 6        |
| Тори Ејмос            | 5        |
| Пи-Џеј Харви          | 5        |
| Сент Винсент          | 4        |
| Death Cab for Cutie   | 4        |
| Yeah Yeah Yeahs       | 4        |
| Фиона Епл             | 3        |
| Arctic Monkeys        | 3        |
| Bon Iver              | 3        |
| My Morning Jacket     | 3        |
| Nine Inch Nails       | 3        |
| Nirvana               | 3        |
| R.E.M.                | 3        |
| Tame Impala           | 3        |
| The Smashing Pumpkins | 3        |
| The White Stripes     | 3        |
| Vampire Weekend       | 3        |
| Дејвид Берн           | 2        |
| Дејвид Боуи           | 2        |
| Том Вејтс             | 2        |
| Том Јорк              | 2        |
| Елвис Костело         | 2        |
| Фетбој Слим           | 2        |
| Британи Хауард        | 2        |
| Big Thief             | 2        |
| Coldplay              | 2        |
| Franz Ferdinand       | 2        |
| Gnarls Barkley        | 2        |
| Gorillaz              | 2        |
| The Cure              | 2        |
| The Flaming Lips      | 2        |
| The National          | 2        |
| Wilco                 | 2        |